# Східна Сакра
Східна Са́кра (індонез. Sakra Barat) — один з 20 районів округу Східний Ломбок провінції Західна Південно-Східна Нуса у складі Індонезії. Розташований у південно-західній частині. Адміністративний центр — селище Лепак.
Населення — 41676 осіб (2012; 41389 в 2011, 40909 в 2010, 41968 в 2009, 41412 в 2008).

## Адміністративний поділ
До складу району входять 1 селище та 5 сіл:
| Населений пунт     | Населення, осіб (2010) |
| ------------------ | ---------------------- |
| Гелангганг, село   | 5010                   |
| Герененг, село     | 9115                   |
| Лепак, селище      | 8024                   |
| Менчен, село       | 5869                   |
| Монтонгтангі, село | 6525                   |
| Сурабая, село      | 6366                   |